# 주한 이집트 대사관
주한 이집트 대사관(아랍어: سفارة مصر في كوريا)은 대한민국 서울특별시 용산구 한남동 47-1에 위치하고 있는 이집트 대사관이다. 현직 주한 이집트 대사는 칼리드 압델라흐만이다.

## 역사
이집트는 1963년 8월 조선민주주의인민공화국과 수교하여 1967년, 1975년 중동 전쟁 때 조선민주주의인민공화국의 군사 지원으로 친북한 외교정책을 유지하고 있다가 문호개방정책과 대한민국의 국제적 위상 향상으로 1991년 8월 서울에 총영사관을 개설하고 1995년 4월 16일 대사관으로 승격하였다. 대한민국은 이집트가 1961년 유엔 총회에서 대한민국을 승인한 후 1962년 5월 카이로에 총영사관을 개설하고 1995년 4월 13일 대사관으로 승격하였다.
1999년 2월 김종필 국무총리, 1999년 4월 홍순영 외교통상부장관이 이집트를 방문하고, 1996년 3월 아므르 무사 외무장관, 1999년 4월 호스니 무바라크 대통령이 방한하여 양국의 정치, 경제 분야의 협력 방안을 논의하였다.
양국은 1988년 항공협정, 1989년 문화과학기술협력협정, 1994년 이중과세방지협정, 1997년 투자보장협정, 1998년 무역협정, 사증면제협정을 체결하였다. 1998년 현재 대한수입 6억 3740만 달러, 대한수출 1억 8860만 달러이며 주요 수출품은 유류제품, 원유, 농산물, 섬유사, 금속제품 등이고 수입품은 유기화학품, 철강제품, 직물, 수송기계, 일반기계 등이다.

## 주요 업무
주요 업무는 대한민국 정부와의 외교 교섭과 국제 협력, 외교, 경제 정보 수집, 수출·통상 진흥, 외교 정책 홍보, 문화, 학술, 체육 교류 협력, 대한민국 거주 이집트 국민의 보호, 육성, 국적, 호적, 여권 업무 및 이집트 여행객에 대한 사증 발급 등이다.

## 같이 보기
- 이집트의 재외공관 목록
- 주이집트 대한민국 대사관
- 대한민국 주재 외국공관 목록
- 대한민국-이집트 관계